# Sledování pohybu očí
Sledování pohybu očí (též eye tracking) je proces měření a záznamu pohybu očí, případně pohledu. Sledování pohybu očí a pohledu má uplatnění ve studiu vizuálního vnímání a v diagnostice, v oboru HCI (interakce člověk – počítač), v psychologii a v kognitivní vědě. Tradiční uplatnění nachází sledování pohybu očí ve výzkumu čtení. Dostupnost metod pro sledování očí založených na analýze videozáznamu oka umožňuje využití i v komerční sféře, zvláště v designu a marketingovém výzkumu.

## Historie
Počátky sledování pohybu očí sahají do 19. století a jsou spjaty se studiem čtení. V roce 1879 Louis Émile Javal pomocí zrcátka umístěným před subjektem pozoroval pohyb nebo očí pouhým pohledem, aby objevil fixace a sakády namísto předpokládaného plynulého pohybu.

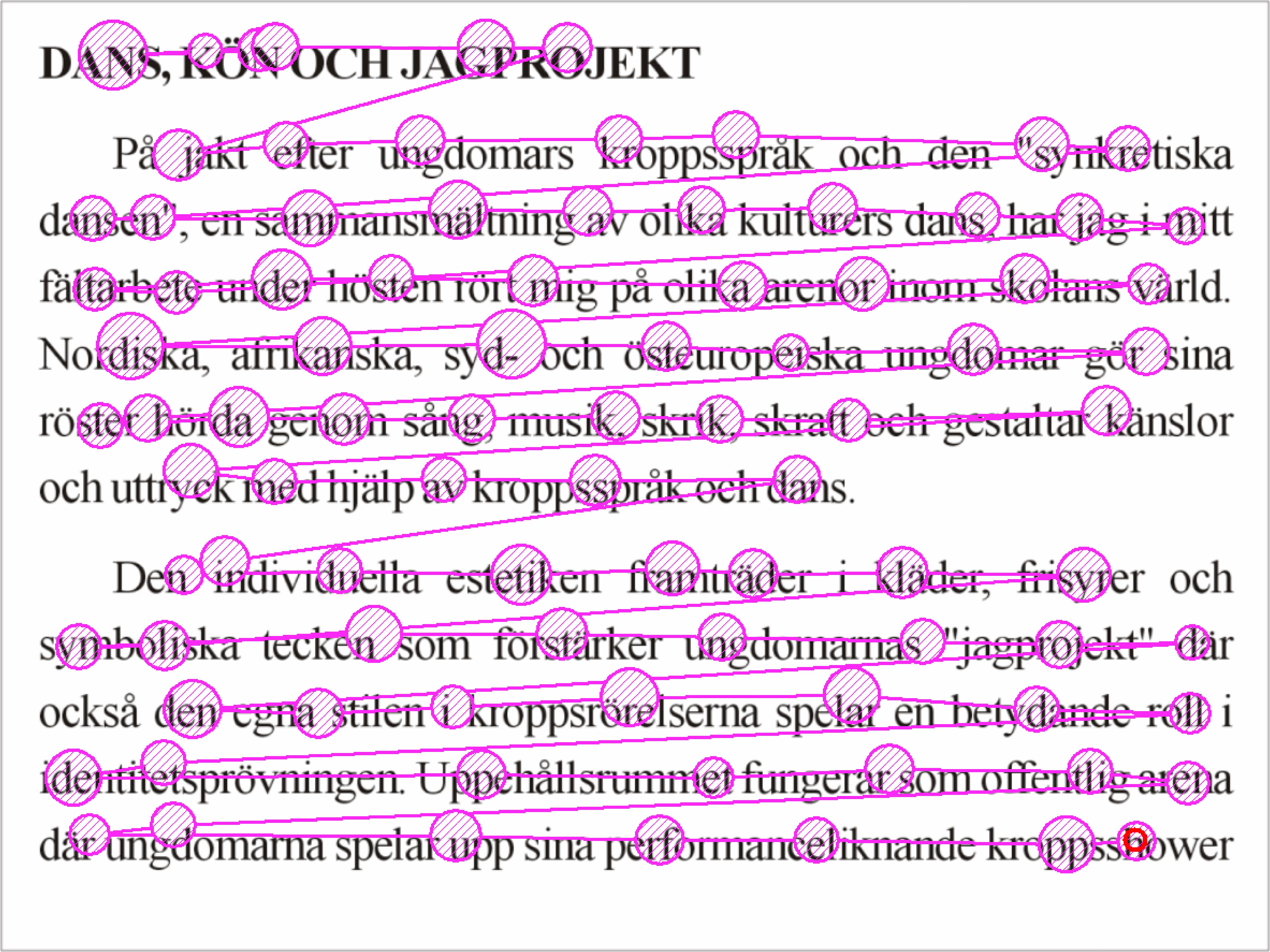
Příklad zobrazení fixací a sakád během čtení.

Na přelomu století Edmund Huey popsal jednu z prvních mechanických metod sledování a zaznamenávání pohybu očí, kterou byla neprůhledná plastová destička ve tvaru čočky s průřezem pro zornici byla spojena lankem s jehlou, která zapisovala pohyb očí na běžící papírový pás. Nedostatekem těchto metod byla nutnost anestézie oka, otázka kompromitace ekologické validity studie nepřirozeným zařízením a nesnadné přesvědčování subjektů.
V roce 1911 Marx a Trendelenburg na čočku připevnili zrcátko, od něhož odráželi paprsek světla na fotosenzitivní pásku. Tato metoda umožňovala získání velice přesných dat o pohybu očí, ale stále vyžadovala aplikaci kontaktní čočky, což ne vždy bylo možné. I v případech, kdy tuto metodu bylo možno použít, samotná hmotnost zařízení ovlivňovala rychlost pohybu oka a čočka se navíc mohla smýknout po povrchu bulvy.

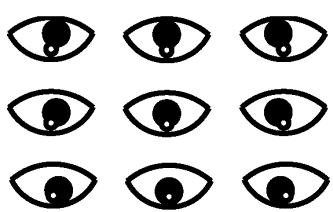
Referenční infračervený paprsek je vysílán v ose kamery k levému oku, kde se mnohonásobně zrcadlí – dvakrát od rohovky a dvakrát od čočky – to jsou čtyři Purkyňovy obrázky. Oční kamery však měří pouze ten první, tj. odlesk od vrchní plochy rohovky, u které se předpokládá, že má tvar polokoule (ale např. u astigmatismu nemá). Paprsek vytváří infračervená dioda a tedy není prostým zrakem viditelný a samozřejmě není ani zdraví škodlivý. Ze vzájemné polohy středu panenky a prvního Purkyňova obrázku se dá vypočítat natočení oční bulvy.

Paralelně k mechanickým metodám používali někteří autoři již od roku 1901 fotografie, později video, pro analýzu pohybu očí. Tato metoda byla velmi složitá na zpracování a poskytovala informace pouze o velmi výrazných pohybech očí. V současnosti se používá výpočetní technika, která snižuje časovou náročnost analýzy. Pro měření pohybu očí se používá úhel odrazu zpravidla infračerveného paprsku ze stacionárního zdroje od jednotlivých vrstev oka. Tyto odrazy se navzájem liší kvůli rozdílným poloměrům zakřivení jednotlivých povrchů rohovky a čočky, vznikají tzv. Purkyňovy obrazy.
V druhé polovině 30. let byl popsán potenciálový rozdíl mezi rohovkou a sítnicí. Při natočení oka se mění potenciál v blízkosti oka; tuto změnu lze zachytit pomocí dvojice elektrod umístěných po stranách nebo nad a pod okem. Získaný signál se nazývá elektrookulogram a díky lineární závislosti mezi úhlem otočení a změnou potenciálu lze zpětně určit směr pohledu oka.
Studie využívající sledování pohybu očí se dlouho omezovaly na porozumění pohybu očí (sakády a jejich délka, zpoždění sakád, oblast pozornosti, ostrost vidění) zvláště při čtení textu. Technologický rozvoj umožnil od konce 70. let širší a dostupnější využití sledování pohybu očí a podnítil aplikace i v jiných oblastech.
Mezi novější aplikace sledování pohybu očí patří oblast interakce člověk-počítač, testování použitelnosti, ale i pro ovládání počítače invalidními pacienty. Další oblastí s rostoucím využitím je vizuálně orientovaný reklamní průmysl.
Silná hypotéza oko-mysl předpokládající přímý vztah mezi pohledem a kognitivními procesy byla dlouhodobě brána jako předpoklad při sledování pohybu očí, ale výzkum pozornosti v 80. letech upozornil na fakt, že směr pohledu nemusí být nutně shodný s objektem pozornosti. Ačkoliv existují experimenty prokazující tento rozdíl, předpokládá se, že při komplexních úlohách zpracování informací je vztah pohledu a pozornosti těsný a sledování pohybu očí tedy má vypovídací hodnotu. Závislost dalších kognitivních procesů na pohledu zůstává stále nejistá.

## Metody
Metody pro sledování pohybu očí lze rozdělit do tří základních kategorií podle využitého principu. Metody první skupiny jsou založeny na měření pohybu očí pomocí speciálně upravených kontaktních čoček, další skupinu tvoří metody založené na neinvazivním optickém sledování oka, třetí skupinu tvoří metody snímající elektrické potenciály v okolí oka pomocí elektrod.
Cílem většiny aplikací je sledování pohledu subjektu, ne pouze pohybu očí. V závislosti na použité metodě a podmínkách je nutné tyto pojmy rozlišovat. V nejjednodušším případě je hlava subjektu fixována (tzv. chin rest – podpěrka brady) a směr otočení očí je shodný s pohledem. Pokud má subjekt volnost pohybu hlavou a snímací zařízení je stacionární, je měřen pohled. Pokud je zařízení umístěno na hlavě subjektu, je měřen pouze pohyb očí a pro určení pohledu je třeba zohlednit pozici a orientaci hlavy v prostoru.

### Mechanické metody
Mechanické metody jsou založené na aplikaci kontaktních čoček se zrcadlovou plochou, od které se odráží paprsek světla, který lze zaznamenat. Alternativou je cívka zabudovaná v kontaktní čočce, jejíž pohyb lze měřit prostřednictvím elektrického napětí generovaného v magnetickém poli. Tato skupina metod umožňuje velmi přesné měření pohybu oka, ale zatěžuje oko hmotností čočky.

### Videookulografie

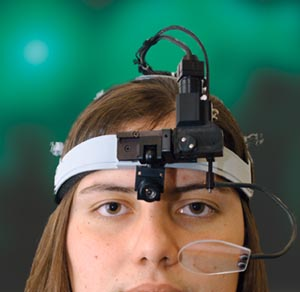
Oční kamera umístěná na hlavě dívky. Scénická kamera mezi očima snímá to, na co se dívka dívá. Druhá kamera přes sklíčko snímá odraz dominantního levého oka a pomocí Purkyňovo obrázků analyzuje natočení oční bulvy. U této kamery může dívka hýbat hlavou.

Videookulografie je skupina metod využívajících videozáznam oka pro určování jeho pohybu. Lze sledovat polohu zornice, snímat infračervený paprsek odražený od oka, sledovat polohu kapilár na sítnici oka nebo porovnávat dva Purkyňovy obrazy. Volba sledovaného jevu ovlivňuje přesnost získaných dat, ale musí být uvážena s ohledem na podmínky a cíle pozorování. Výhodou této skupiny metod je neinvazivnost přístupu a podle konkrétní technologie a podmínek i vysoká dosažitelná přesnost. Nevýhodou je problém odlišení pohybu očí od pohybu hlavy.

### Elektrookulografie
Třetí skupina metod je založena na měření změn elektrického potenciálu pomocí elektrod umístěných okolo očí. Rotace oka vyvolává změnu elektrického potenciálu ve svém bezprostředním okolí, protože oko se chová jako elektrický dipól se záporným pólem na sítnici a kladným pólem na rohovce. Elektrody umístěné na obličeji na opačných stranách oka jsou tak při jeho pohybu vystaveny více jednomu či druhému pólu, což vyvolá měřitelnou změnu napětí. Pomocí dvou dvojic elektrod je možné měřit horizontální i vertikální pohyb oka.
Významnou výhodou elektrookulografie je možnost sledování pohybu očí za různých světelných podmínek i se zavřenými víčky. Metoda je tak vhodná pro spánkové studie i studie mimo laboratoř s variabilními světelnými podmínkami. Další výhodou okulografie je nízká výpočetní náročnost ve srovnání s videookulografií, díky níž je možné celé měřící zařízení uzpůsobit tak, aby jej subjekt mohl nosit v běžných podmínkách i mimo laboratořm. Tato výhoda je spíše historická, protože v současnosti existují i mobilní videookulografické systémy. Nevýhodou elektrookulografie je nižší přesnost v určování směru pohledu, ačkoliv čas pohybu oka lze určit velmi přesně.

### Prezentace dat
Pro prezentaci dat o pohybu očí a pohledu se běžně používá promítání fixací a sakád jako trasy pohledu na scénu, kterou subjekt sledoval. Podle typu scény a účelu experimentu jsou k dispozici různé reprezentace dat. Pro promítání pohledu do dynamické scény je typická animace aktuálního pohledu s případným znázorněním bezprostředně předcházející sakády. Pro statické scény, jako je stránka textu nebo obrázek, je nejčastější zobrazení fixací a sakád souhrnně za celou dobu expozice. Pro zobrazení agregace dat od více subjektů se používají tzv. heat mapy, které pomocí barevné škály zobrazují, které oblasti byly sledovány jak dlouho.

## Využití
Sledování pohybu očí je využíváno v široké paletě oblastí od výzkumu pozornosti, přes diagnostiku mentálních poruch až po návrh uživatelských rozhraní a reklamy.

### Medicína
Sledování pohybu očí se využívá při studiu některých nemocí a poruch, mezi které patří například posttraumatická stresová porucha nebo schizofrenie, ale i při diagnóze. Elektrookulografie je též součástí elektronystagmografie (nověji též videonystagmografie využívající videookulografie), metody pro diagnózu poruch okulomotorického a vestibulárního systému (závrať, problémy s udržením rovnováhy, nevolnost).

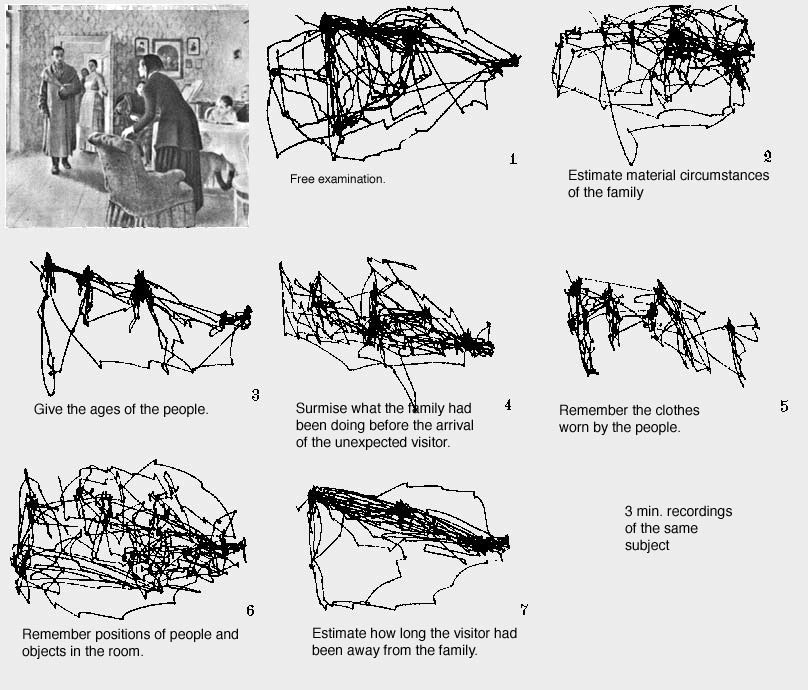
Ukázka různého vzoru pohybu očí na dle zadaného úkolu za tři minuty. Po řádcích zleva: zobrazená scéna, (1) volné prohlížení, (2) odhad majetkového postavení rodiny, (3) odhad věku postav, (4) popis scény před příchodem návštěvníka, (5) zapamatování oblečení postav, (6) zapamatování postav a předmětů v místnosti, (7) odhad po jak dlouhé době se rodina s návštěvníkem setkává

### Výzkum
Sledování pohybu očí je tradičně spjato s výzkumem čtení a souvisejícími poruchami. Studované oblasti zahrnují čtení textu potichu a nahlas, čtení hudebních not, psaní na stroji, rychločtení či dyslexii. Další skupina studií se zaměřuje na zkoumání pohledu při prezentaci vizuálních scén s různými úkoly. Zvlášť intenzivní výzkum probíhá v oblasti mechanismu a strategie vizuálního hledání či sledování jednoho i více podnětů.
Kognitivní věda využívá sledování pohybu očí pro zkoumání kapacity pracovní paměti pro vizuální stimuly, kognitivní offloading (využívání pomůcek vnějšího světa během mentálních procesů, např. fyzické přeskládávání písmen ve hře scrabble namísto mentálního) při řešení vizuálně založených problémů, jak vizuální podněty pomáhají při integraci vícemodálního zpracování informací i strategie při učení.

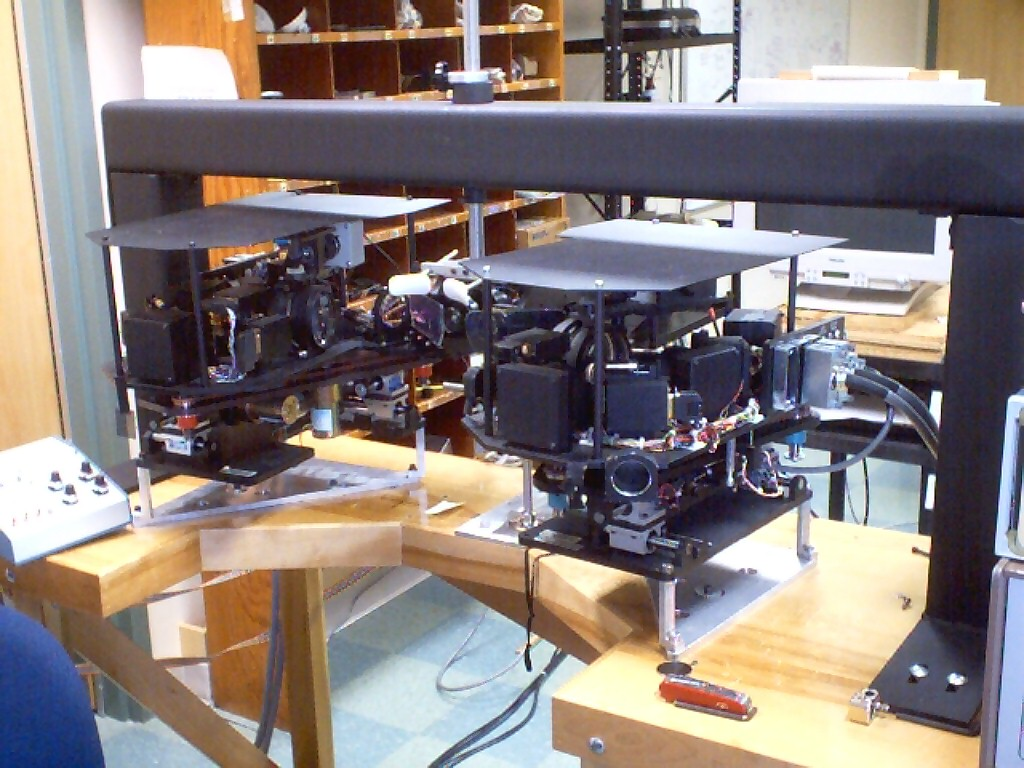
Pro výzkum zrakového vnímání se používají mimořádně přesné oční kamery, které fixují hlavu testované osoby. Na dva metry rozlišují na milimetr přesně, kam se člověk dívá.

Dalším aktuálním směrem studia jsou dopady kognitivních procesů, zvlášť rozhodování, na pohyb očí a další motorické akce.
Sledování pohybu očí se též využívá ve studiu sociálních interakcí, kde doplňuje pozorování a introspektivní dotazníky
Stále též zůstávají aktuální témata samotného fungování pohybu očí, různých druhů pohybu, vlivu věku, únavy a dalších faktorů, jejichž význam může ovlivnit jak aplikace, tak metodiku zpracování dat z očních kamer v jiných oblastech výzkumu.

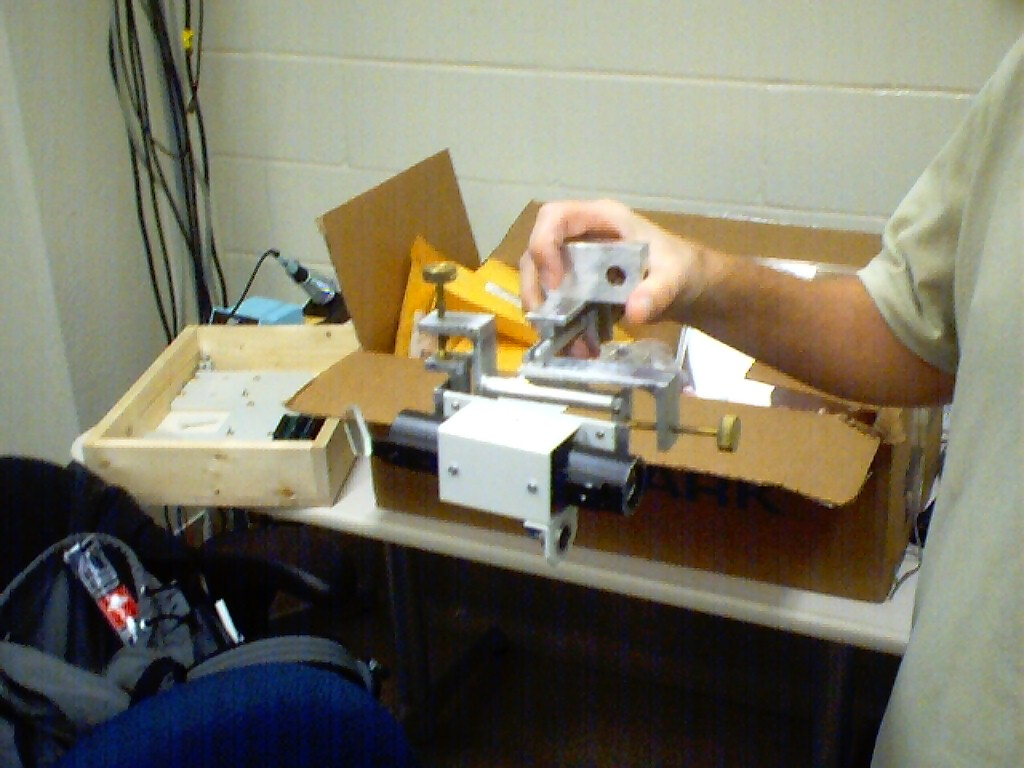
Pomocí takových speciálních očních kamer se zkoumalo i zrakové vnímání opic.

### Automobilový průmysl
Ztráta pozornosti a ospalost patří mezi časté příčiny dopravních nehod. Sledování pohybu očí spolu s dalšími charakteristikami (pohyb víček, natočení tváře) pomocí neinvazivní analýzy videozáznamu obličeje řidiče v reálném čase a zvukovým upozorněním umožňuje obnovit pozornost řidiče a předcházet nehodám.

### Marketing
Díky klesajícím nákladům se metody založené na analýze videozáznamu používají v komerční sféře, zvlášť v marketingovém výzkumu, návrhu obalu a použitelnosti. Marketingové studie se od výzkumu liší, jejich cílem zpravidla bývá zodpovězení konkrétních otázek, případně návrh opatření pro zadavatele, např. srovnání reklamy s konkurencí, identifikace a fixace loga, přehlednost a srozumitelnost reklamy či televizního spotu.
Získaná videa se analyzují stejně jako každý proud chování (behavioral stream), tzn. buď se kódují strojově (tzv. heatmaps), nebo pokud to nejde, tak se pracně kódují ručně, buď pomocí komerčních programů (Observer) nebo jednoduchých pomůcek. Výzkum oční kamery je nejpřínosnější, pokud se kombinuje s jinými testy či technikami, zejména paměťovými (nebezpečí nepochopení viděného) a postojovými (zejména záludná je averze vůči firmě či značce). Tak získáváme odpověď na tři stupně zpracování reklamy: Viděno – Interpretováno – Vyhodnoceno.
Práce s oční kamerou v marketingu byla zachycena ve filmu Český sen.

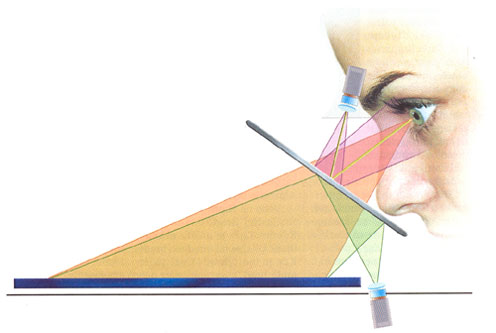
Testovaná osoba se dívá na reklamní materiál skrze polopropustné postříbřené zrcadlo. To vypadá jako našedlé sklo a vznikají na něm dva odrazy, které snímají dvě kamery. Jedna snímá oko s Purkyňovými obrázky a vyhodnocuje se z něho natočení oka. Druhá snímá scénu před čtenářem. Po kalibraci je možno na půl centimetru určit místo, kam se dotyčná osoba dívá.

### Interakce člověk – počítač
Oblast interakce člověk – počítač (HCI, human-computer interaction) využívá sledování pohybu očí k analýze vhodnosti počítačových rozhraní a jejich vizuálního uspořádání. Příkladem odvětví, které z těchto experimentů těží, je návrh webových stránek, kde se v rámci uživatelského testování zaznamenává oční kamerou pohled subjektu, na jehož základě se usuzuje o přehlednosti a použitelnosti návrhu. Existují i experimentální systémy měnící zobrazené informace na základě směru pohledu uživatele.

### Vývoj a použitelnost webových stránek
Při vývoji webových stránek/e-shopů a při zlepšování jejich použitelnosti je eye-tracking jedna z nejefektivnějších metod. Testování probíhá s uživateli za pomocí neinvazivních očních kamer kalibrovaných pro jednotlivé testery. Kamery jsou zpravidla umístěny u monitoru počítače a měří pohyby očí ve spojením se zobrazovaným obsahem na monitoru. Pro takové aplikace a měření se používá speciální software, který zpravidla umí provádět video záznamy z testování, vykreslovat pohyby očí popř. zpracovat tzv. heat mapy.
Eye-tracking je jednou z nejpřesnějších metod uživatelského testování z pohledu relevance získaných dat, které se dnes vůbec používají.